# Sjuhäradsbrunnen

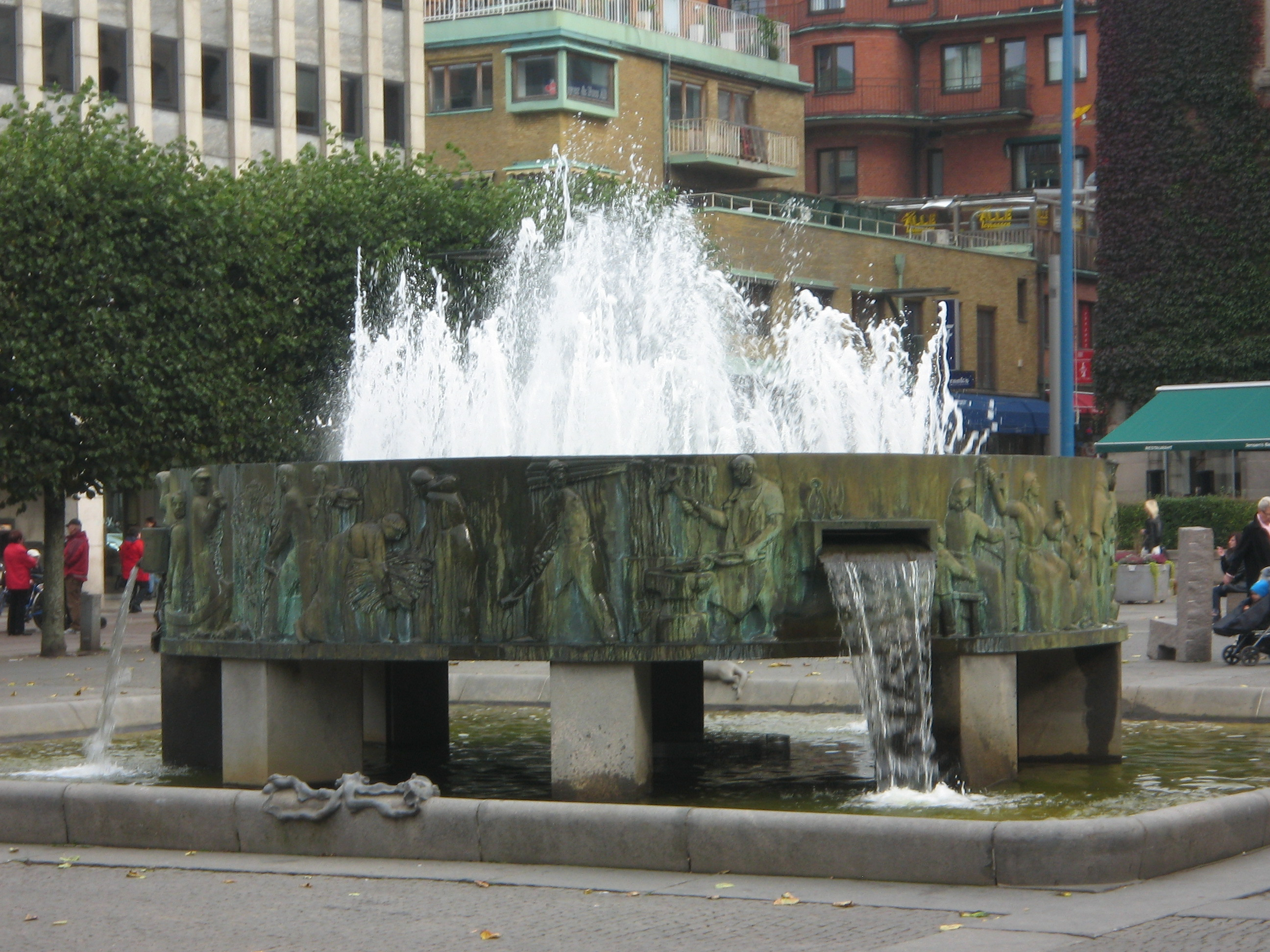
Sjuhäradsbrunnen

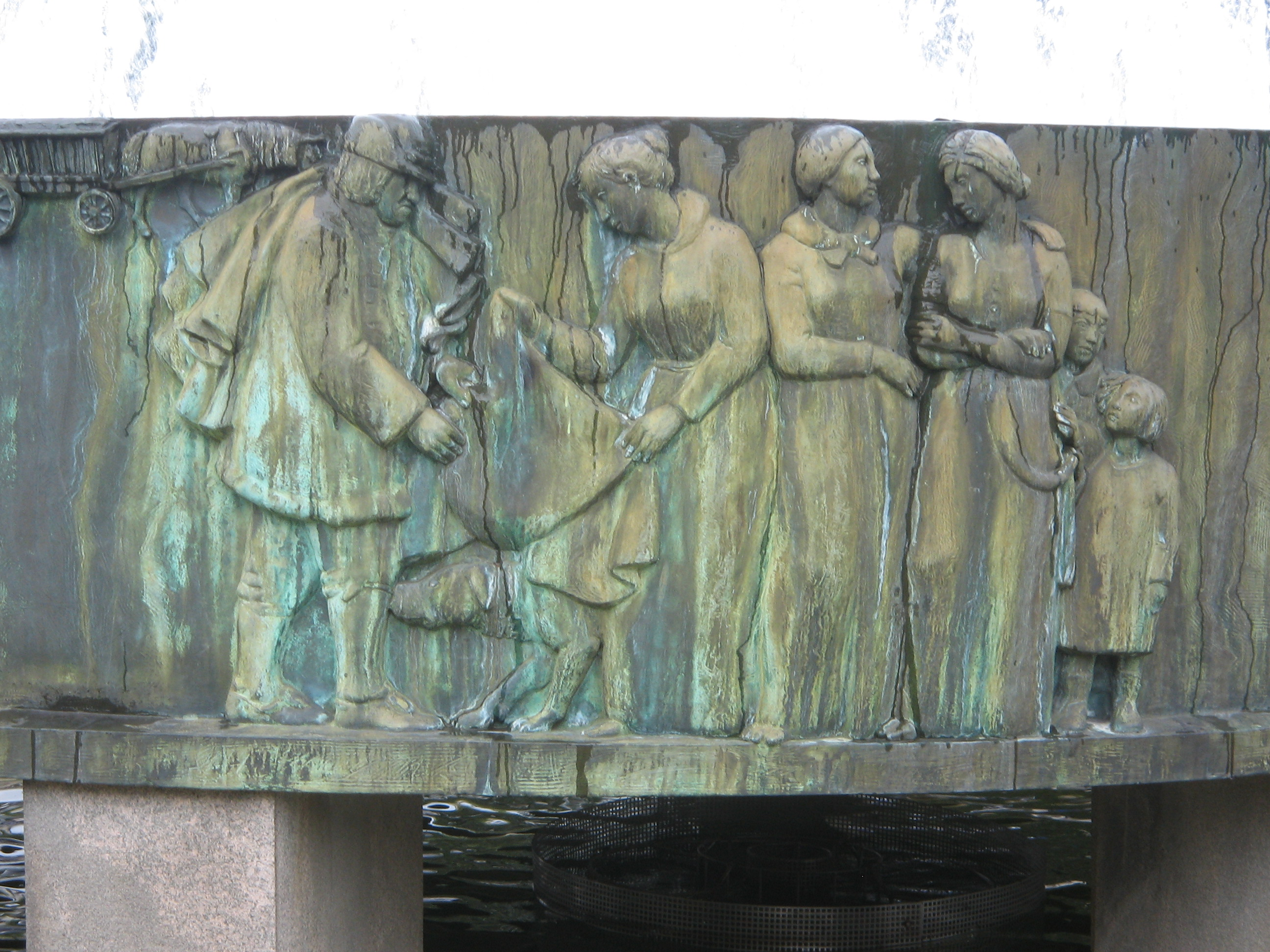
Knalle

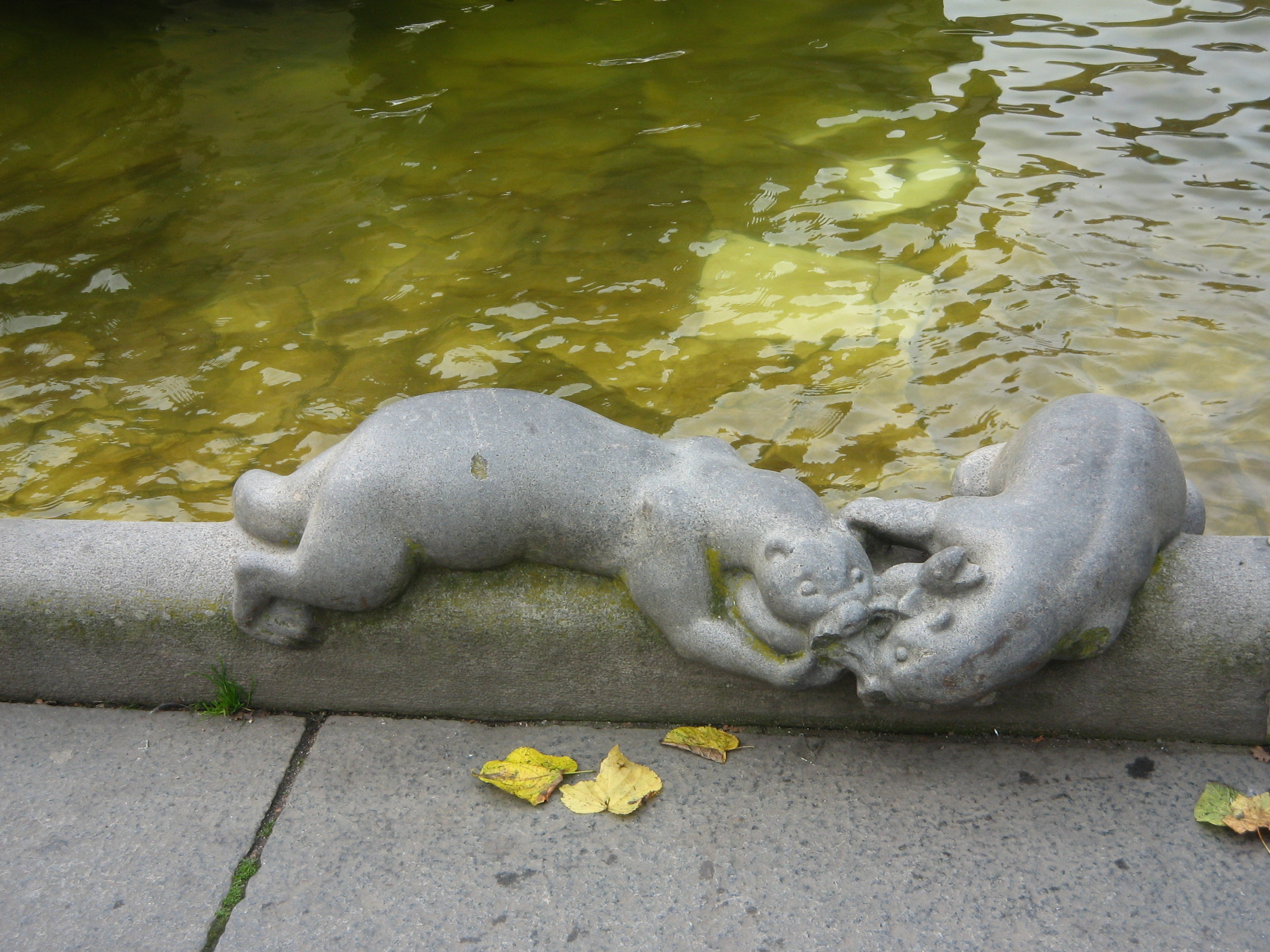
Uttrar

Sjuhäradsbrunnen, eller Torgbrunnen, är en fontän i Borås av Nils Sjögren.

## Bakgrund
Nils Sjögren gjorde flera monumentala brunnar i svenska städer, bland andra Teaterbrunnen i Malmö 1953, Krönikebrunnen i Skara 1939 och Vasabrunnen på Larmtorget i Kalmar 1928. Sjuhäradsbrunnen på Stora torget i Borås invigdes i juni 1941.
Handlanden A.M. Salmenius hade i sitt testamente den 3 december 1857 donerat 1.000 riksdaler, vilket jämte ränta skulle användas för "en springbrunn med bassin och stängsel". Denna donation hade till slutet av 1930-talet vuxit till 32.500 kronor och användes av staden, jämte nöjesskattemedel, för att bekosta en torgbrunn i samband med att Stora torget undergick en omfattande ombyggnad, sedan det nya salutorget Krokhallstorget byggts. 
Stadens beredning för torgets omdaning hade för torgets utsmyckning som konstnärliga rådgivare anlitat Nils Sjögren och stadsarkitekten Harald Ericson. Staden överenskom i september 1936 med Nils Sjögren om leverans av brunnen, som skulle gjutas i Köpenhamn. Brunnen var nästan färdig, när Tyskland 1940 ockuperade Danmark och det blev risk för utförselförbud av metall. Efter ett omedelbart besök i Köpenhamn av Nils Sjögren och drätselkammarens ordförande Robert Nilsson kunde brunnen föras ut ur Danmark och färdigställas i Sverige.
För att få brunnen på plats beslöt man 1940 att flytta på Obelisken som stått på Stora torget sedan 4 juli 1858. Den ställdes 1941 upp på Yxhammarsgatan istället.

### Utseende
Brunnskaret har reliefer som skildrar äldre arbete och liv i Sjuhäradsbygden med avbildning av jordbrukare, textilarbetare och smeder.

## Fotogalleri

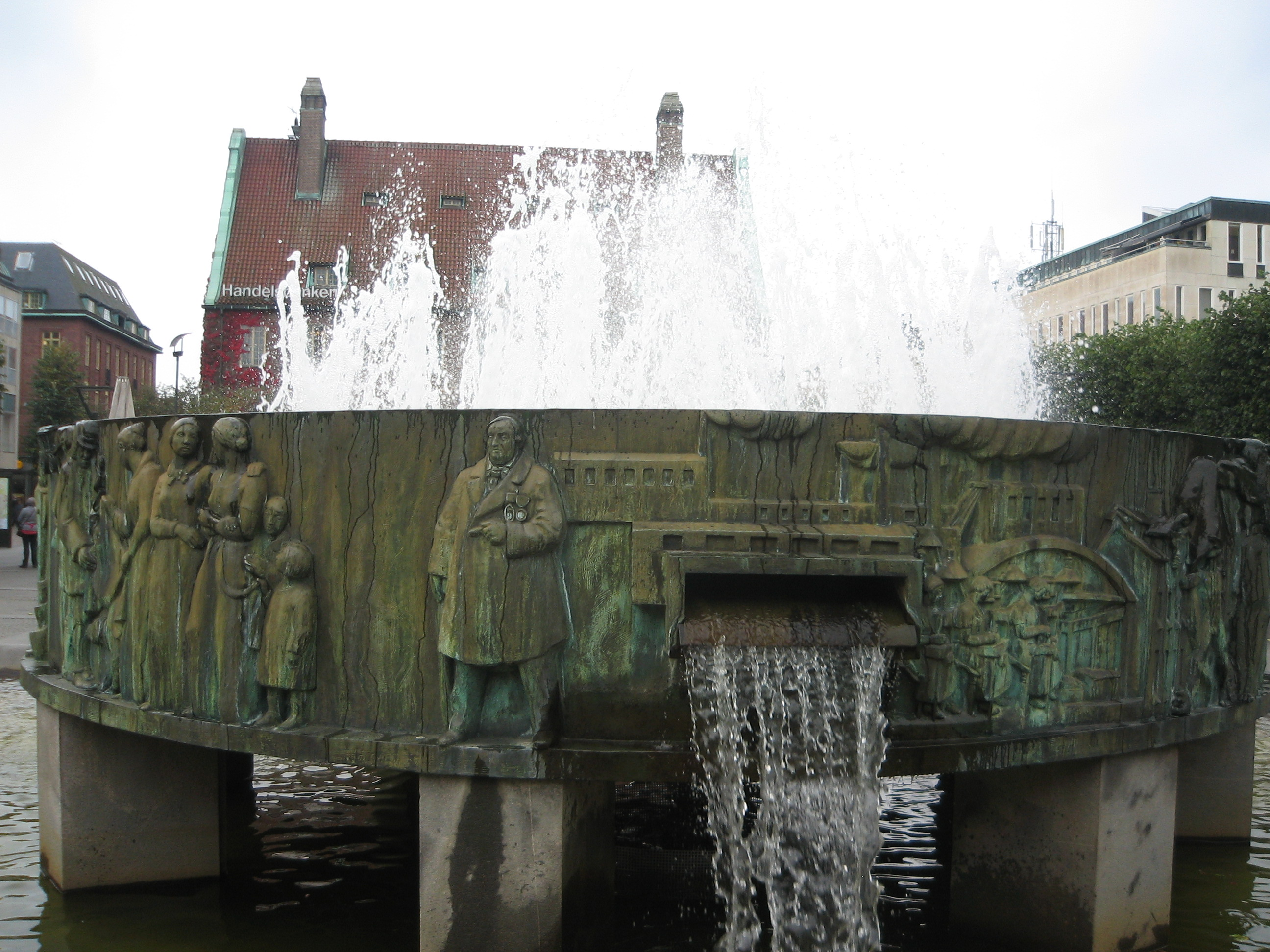
detalj öster
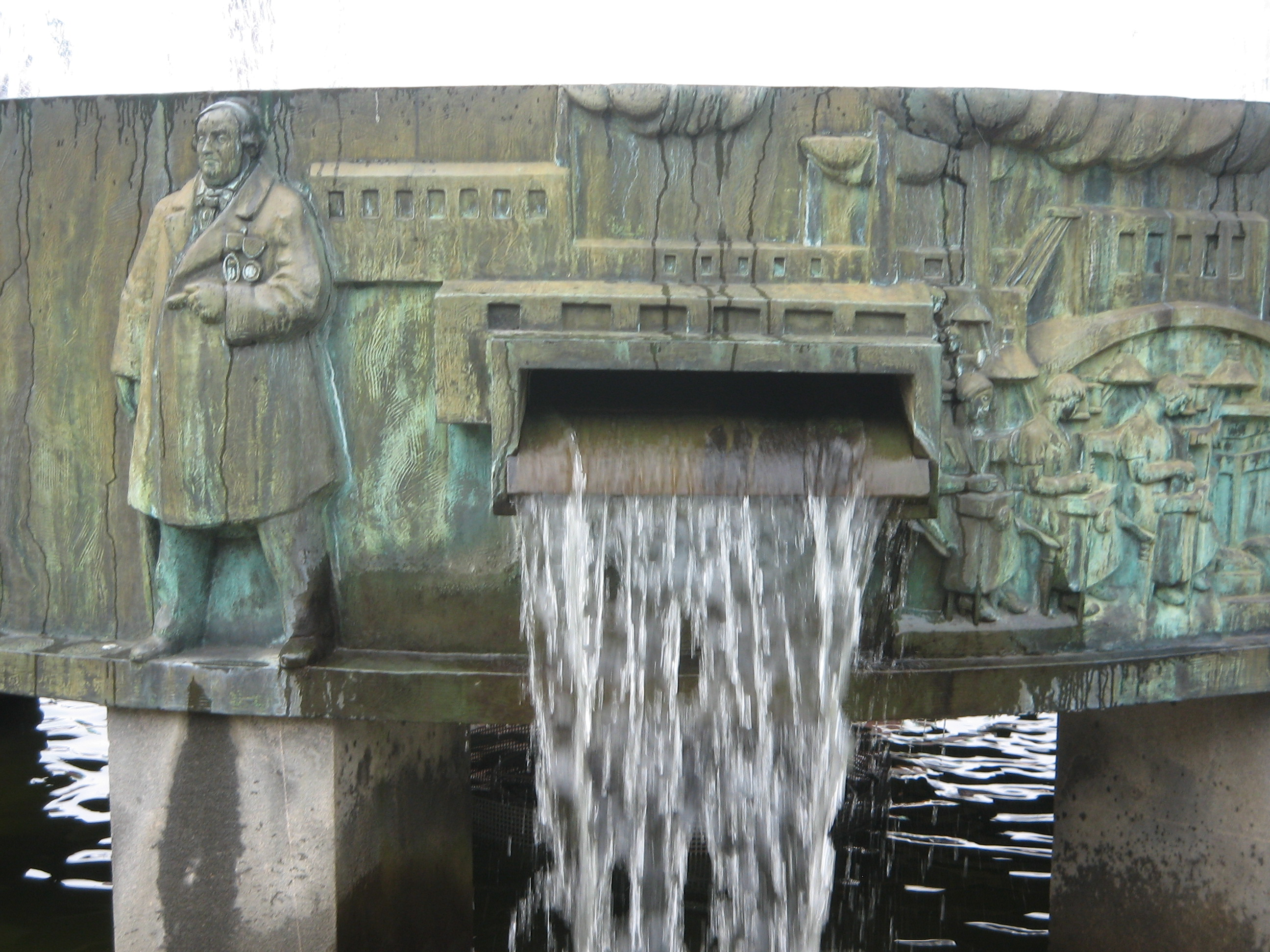
patron, detalj öster
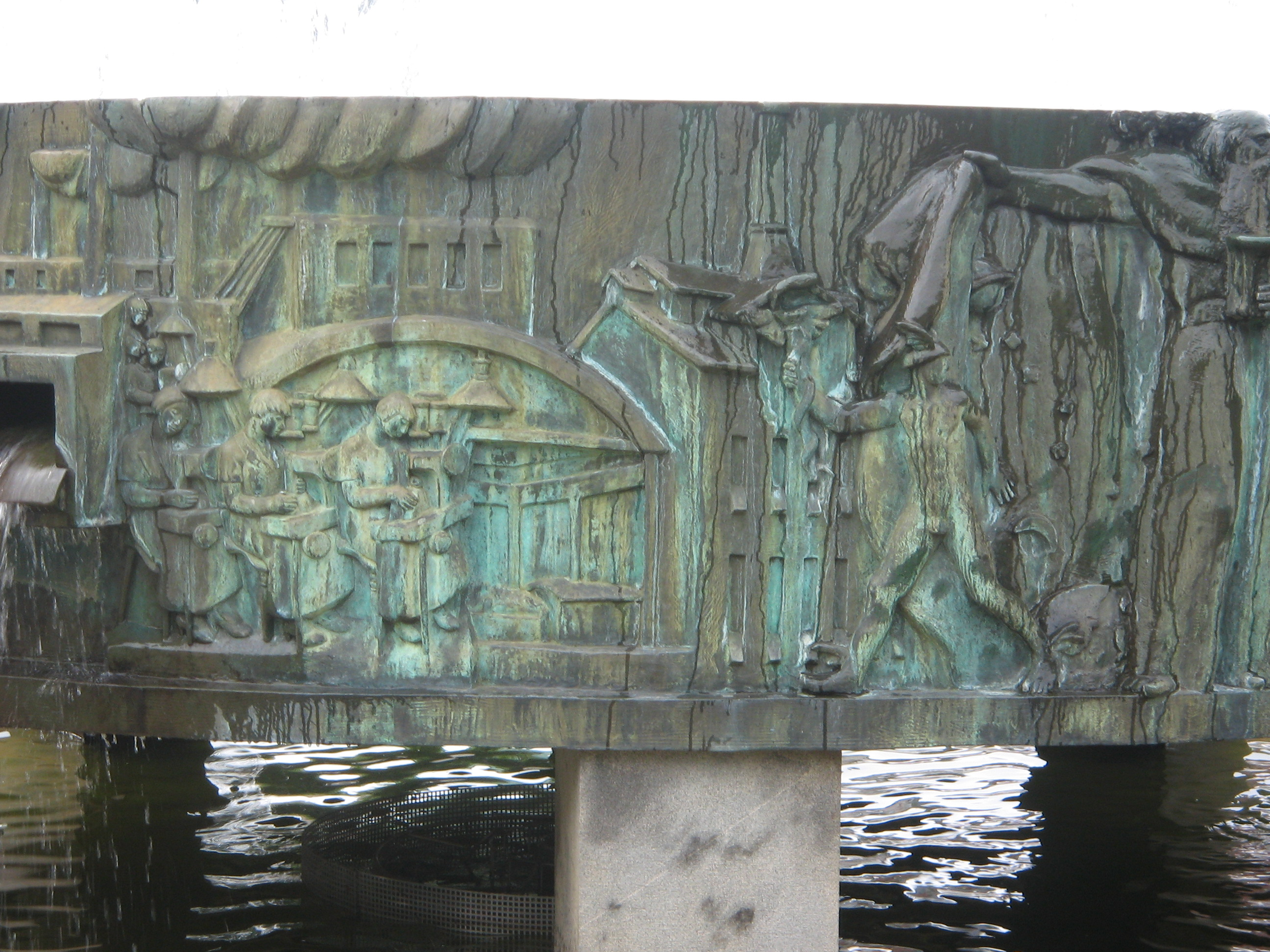
texttilarbeterskor, nordost
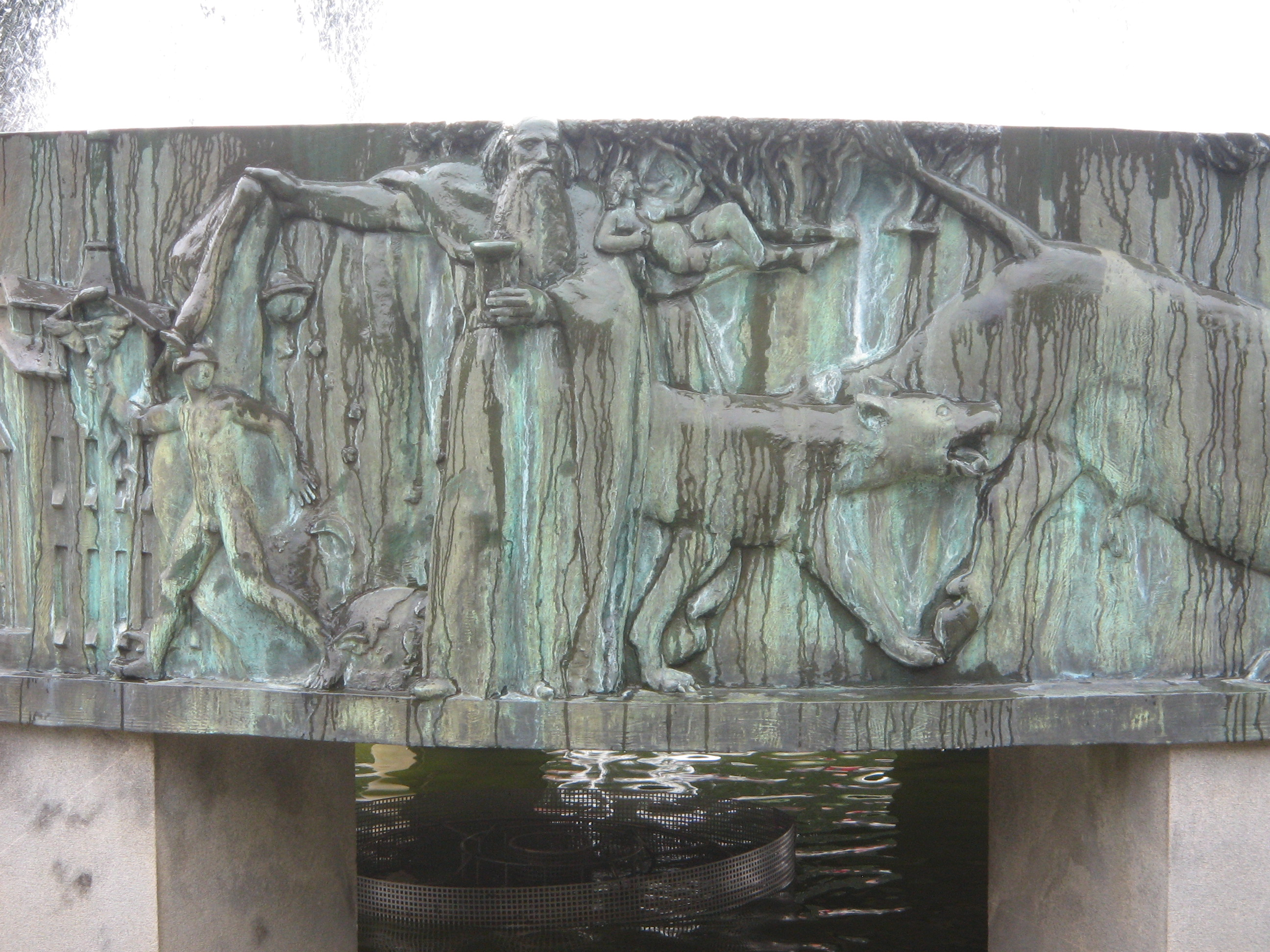
detalj norr
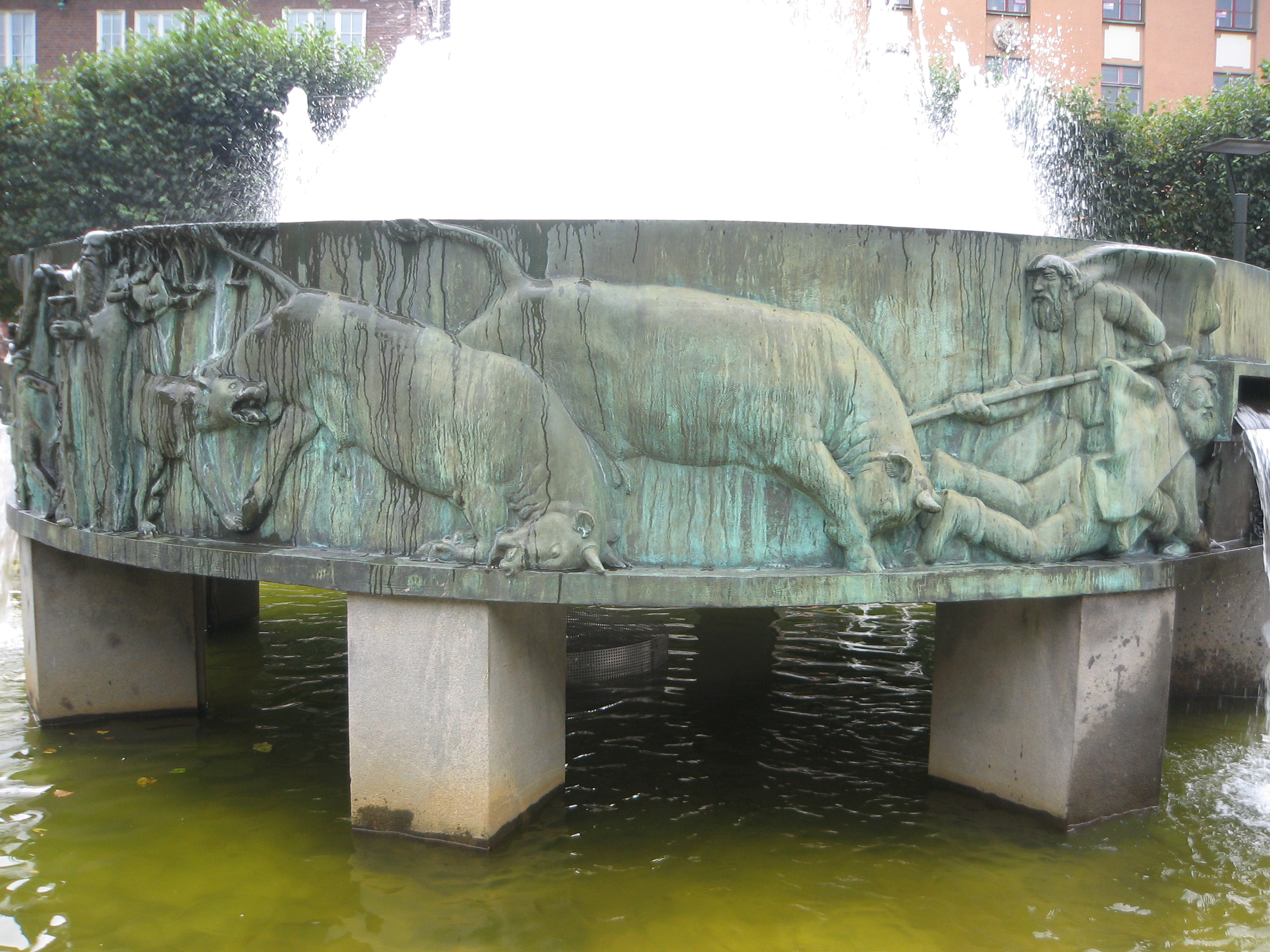
oxar, detalj norr
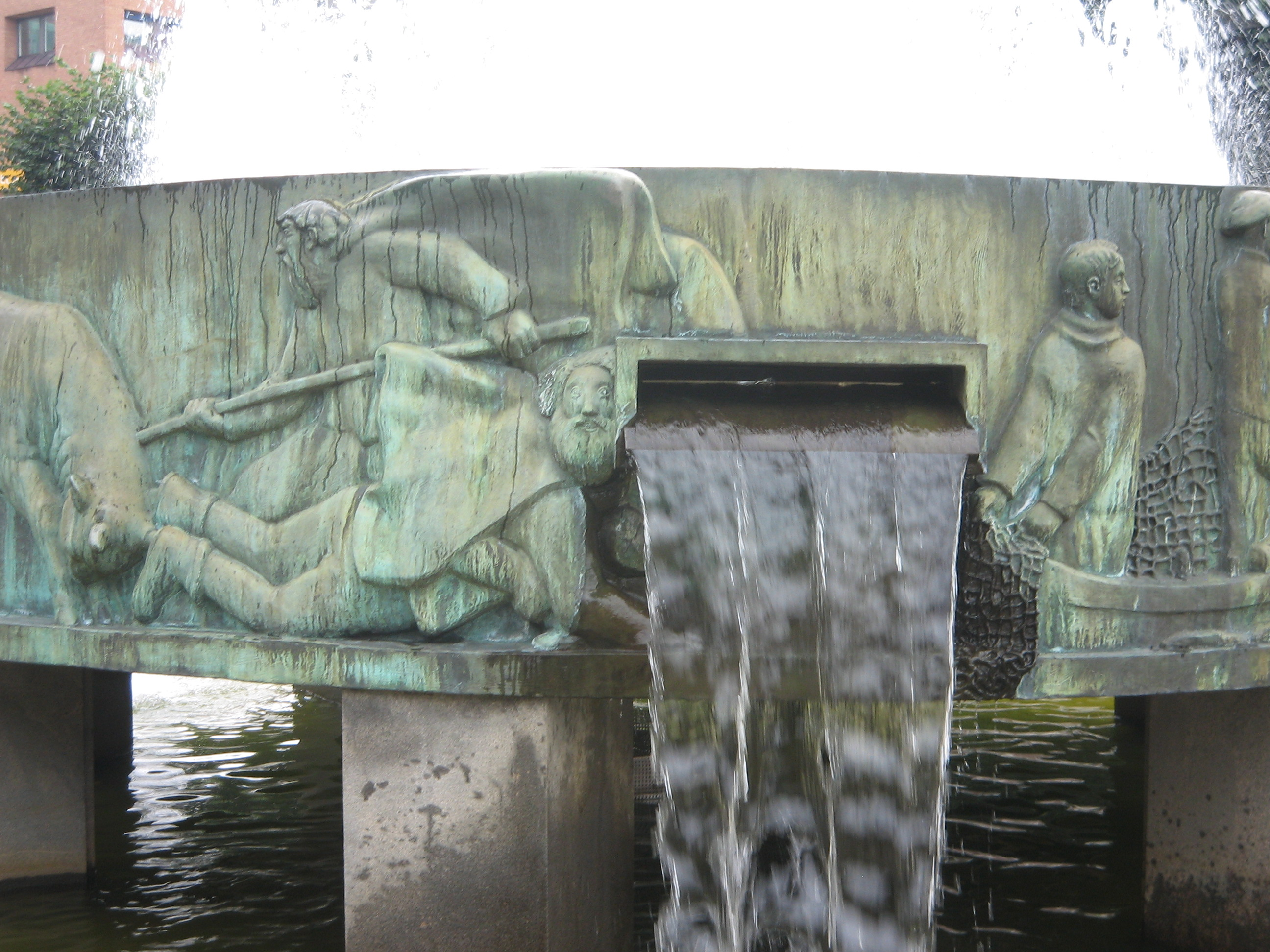
fiske, detalj norr
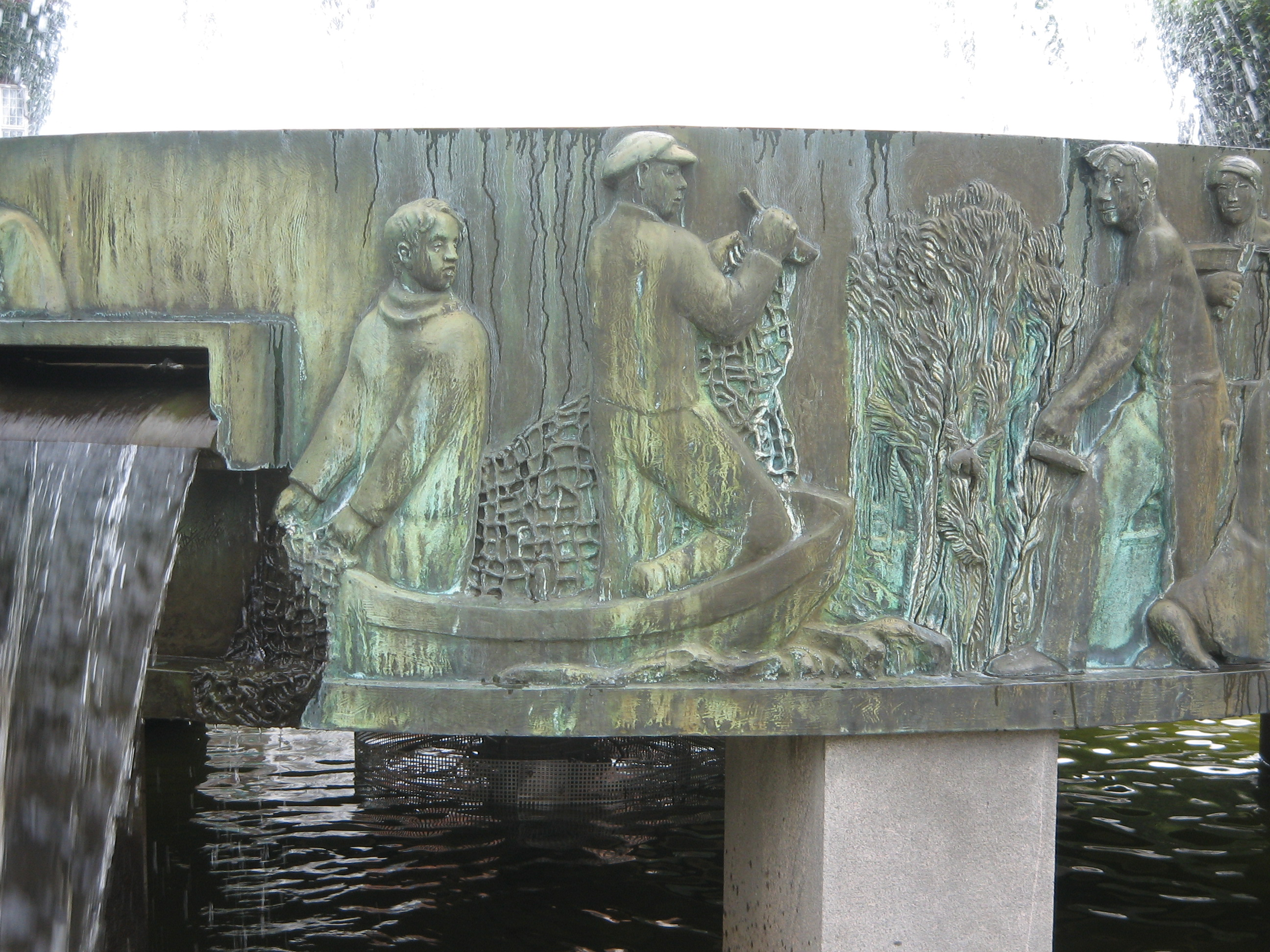
fiske, detalj nordväst
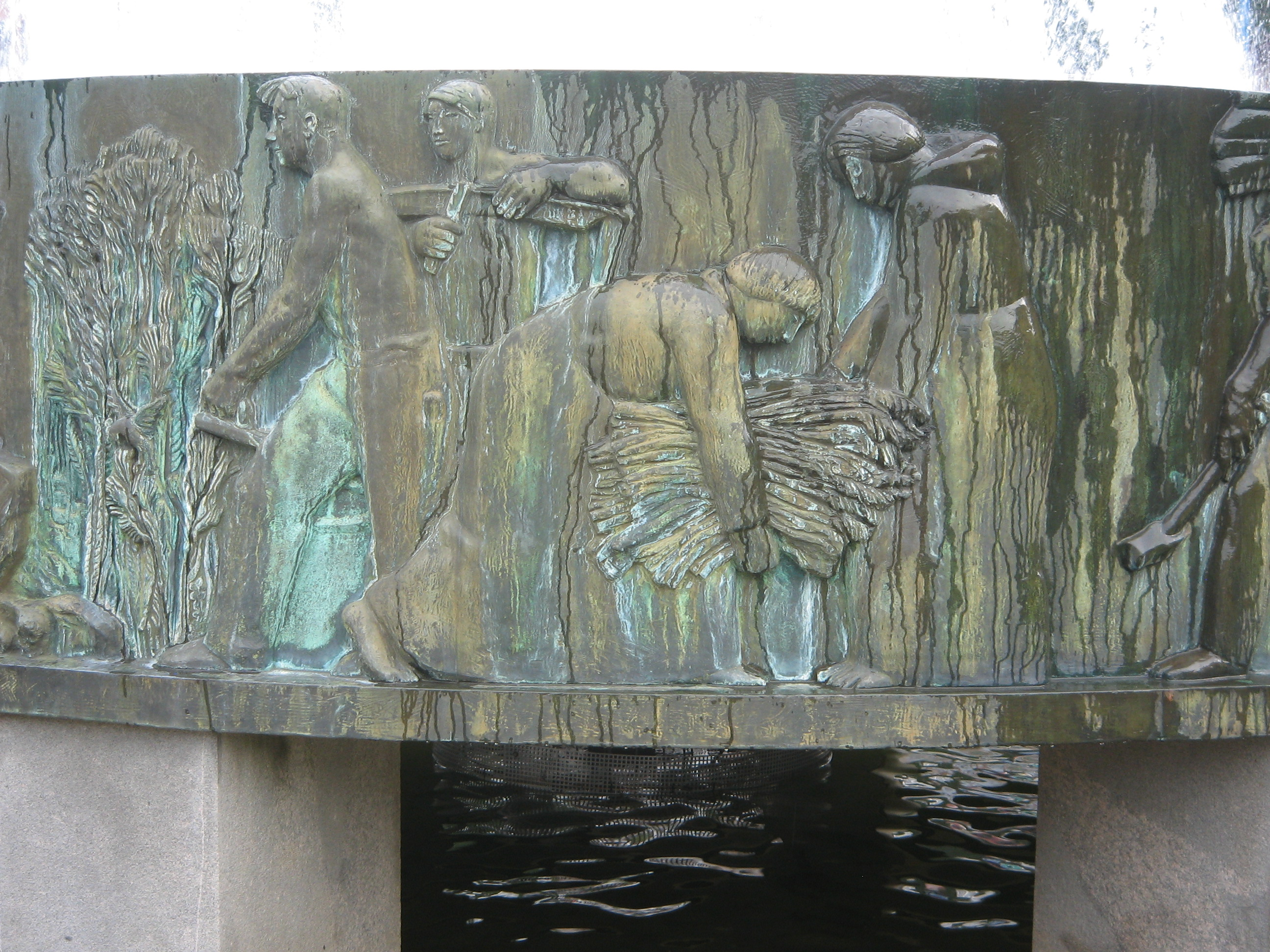
skörd, detalj nordväst
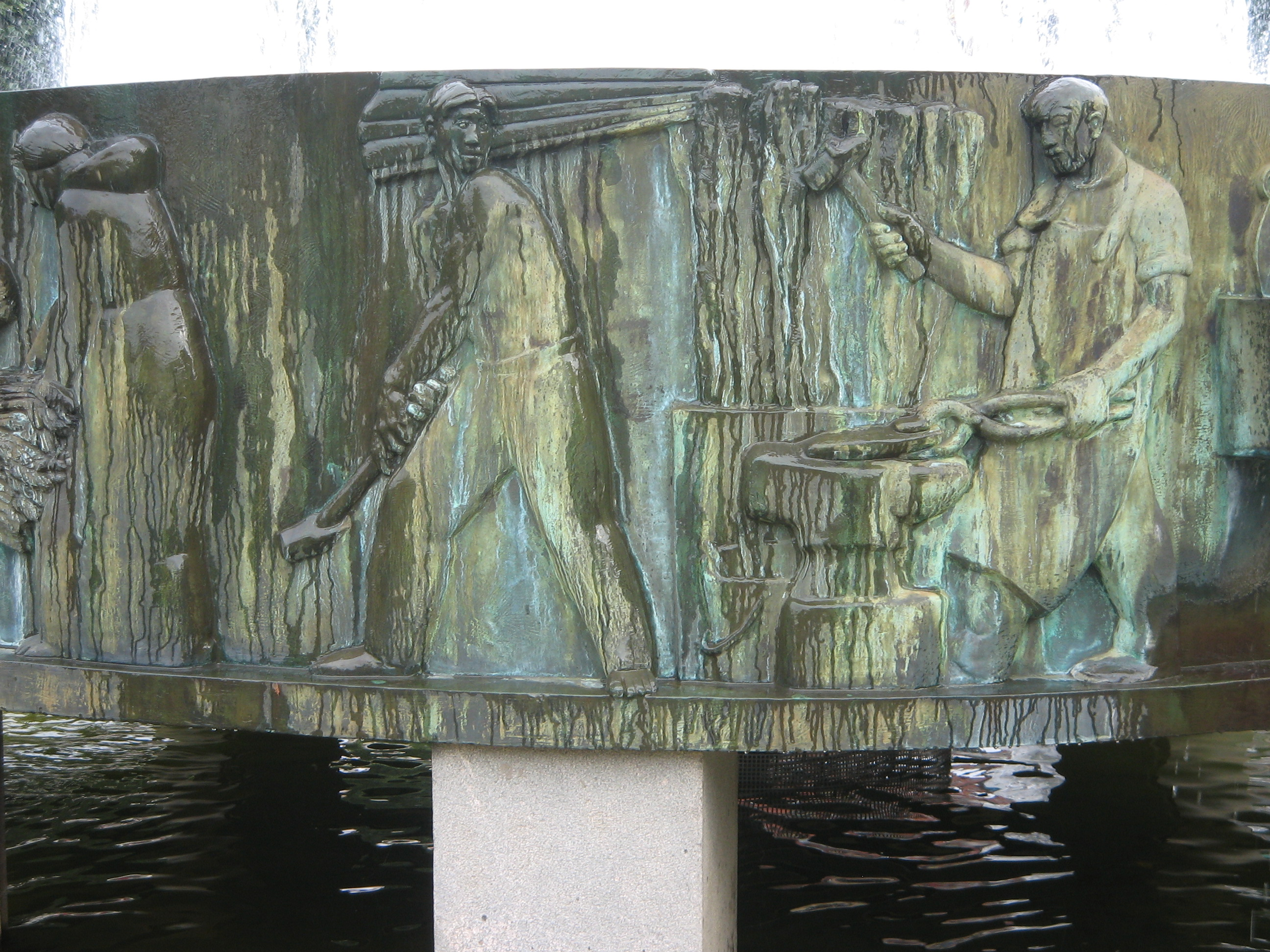
smeder, detalj väster
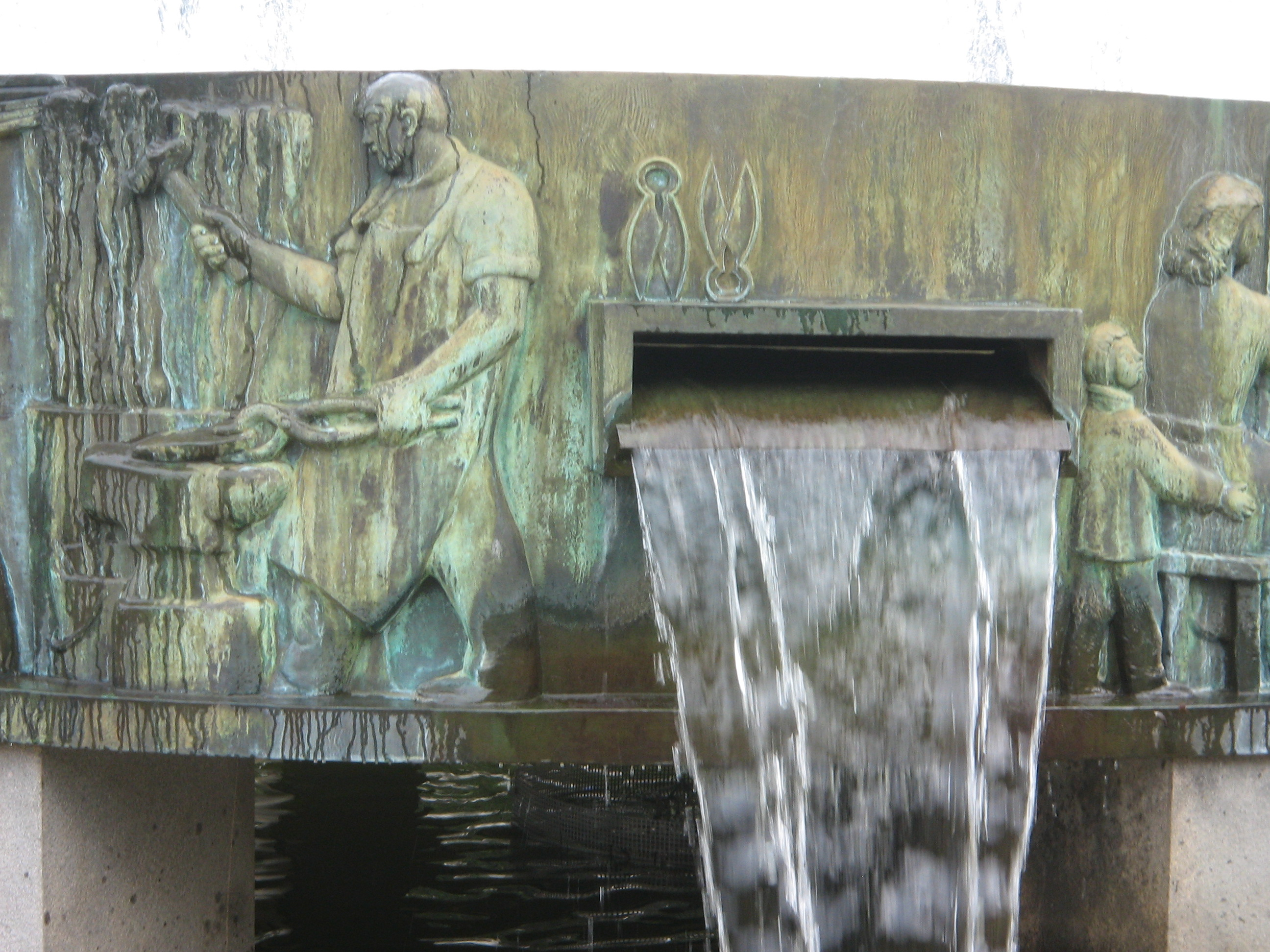
smed, detalj väster
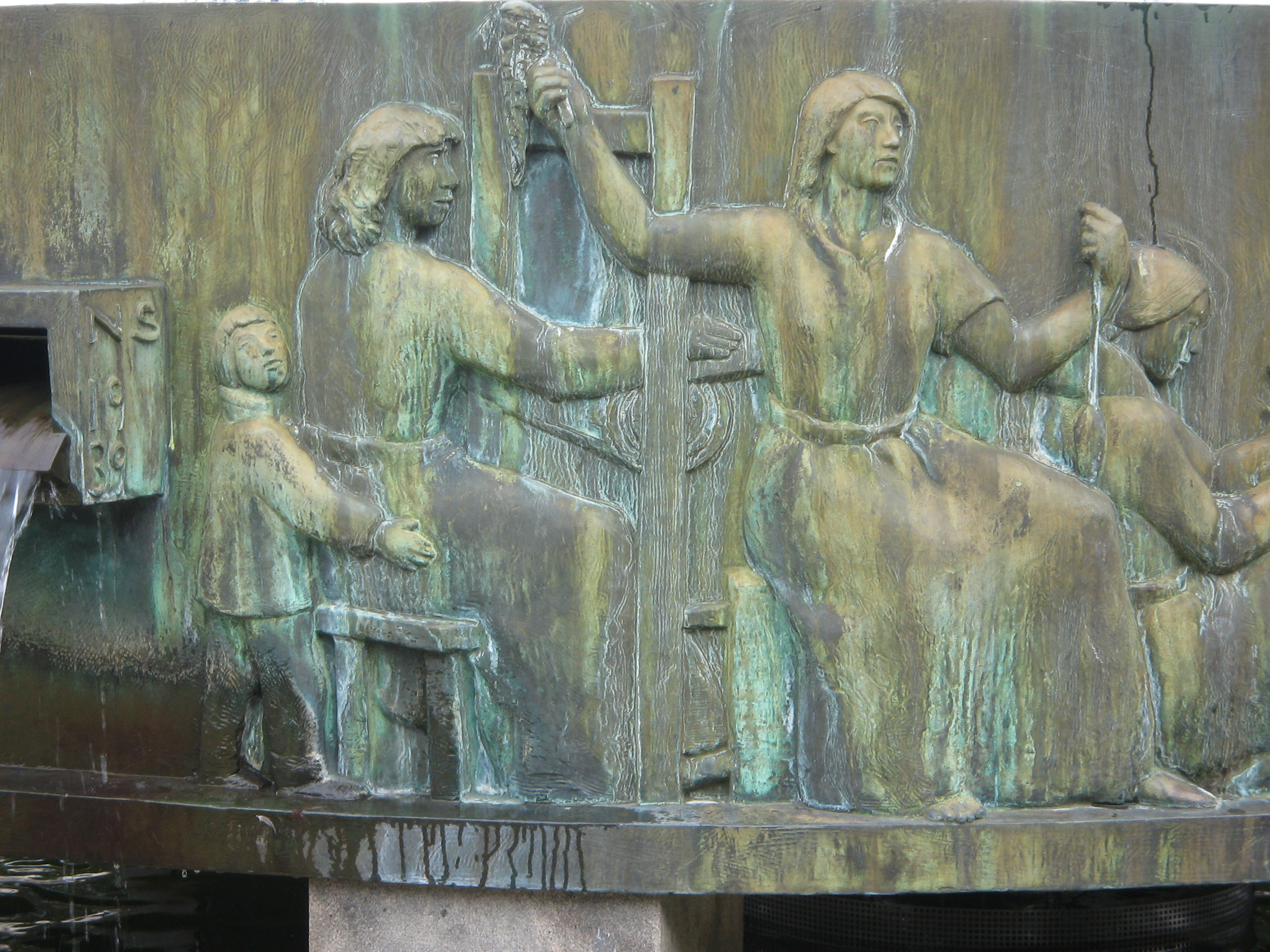
Textilarbeterskor, detalj sydväst
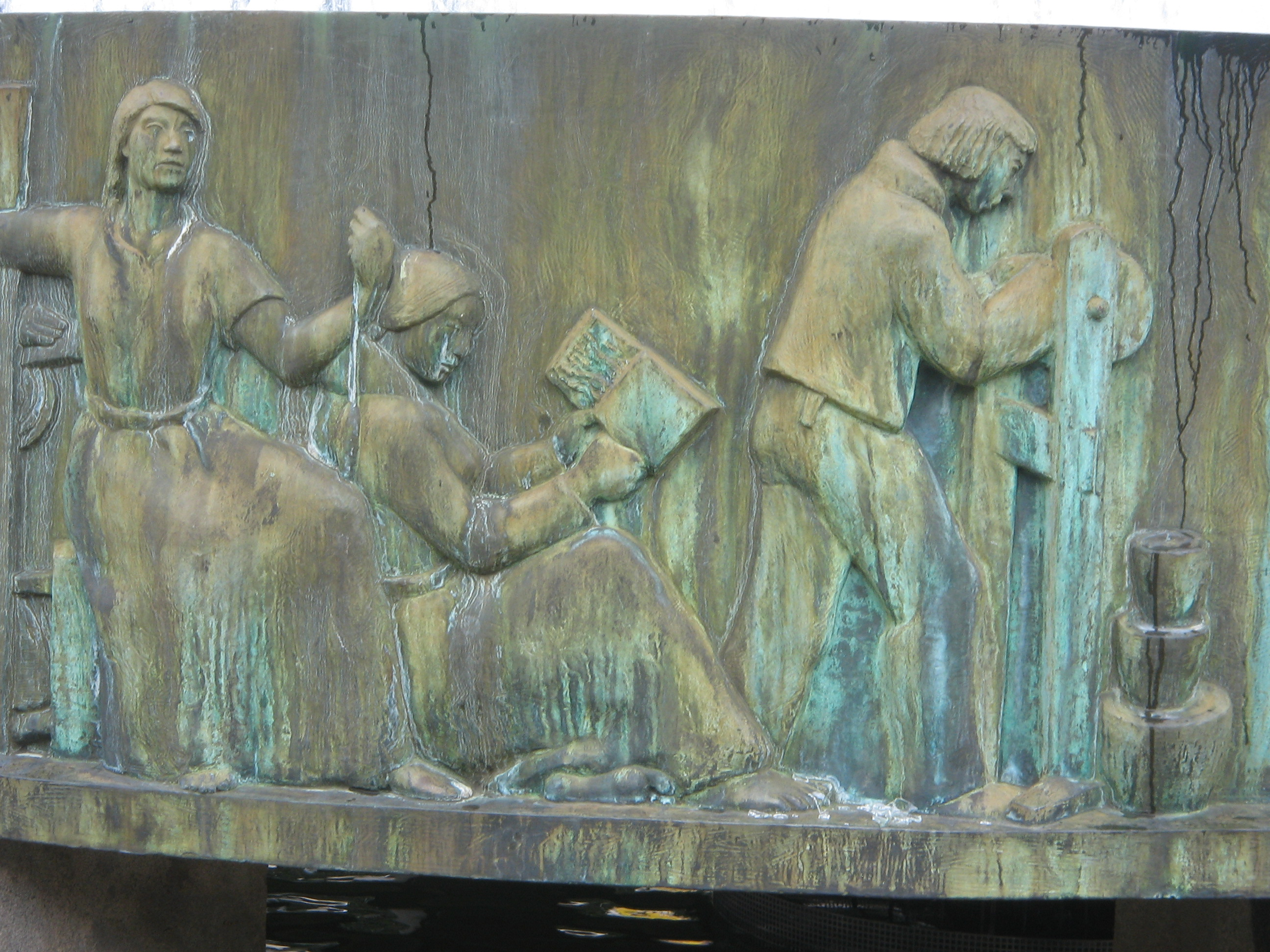
detalj söder
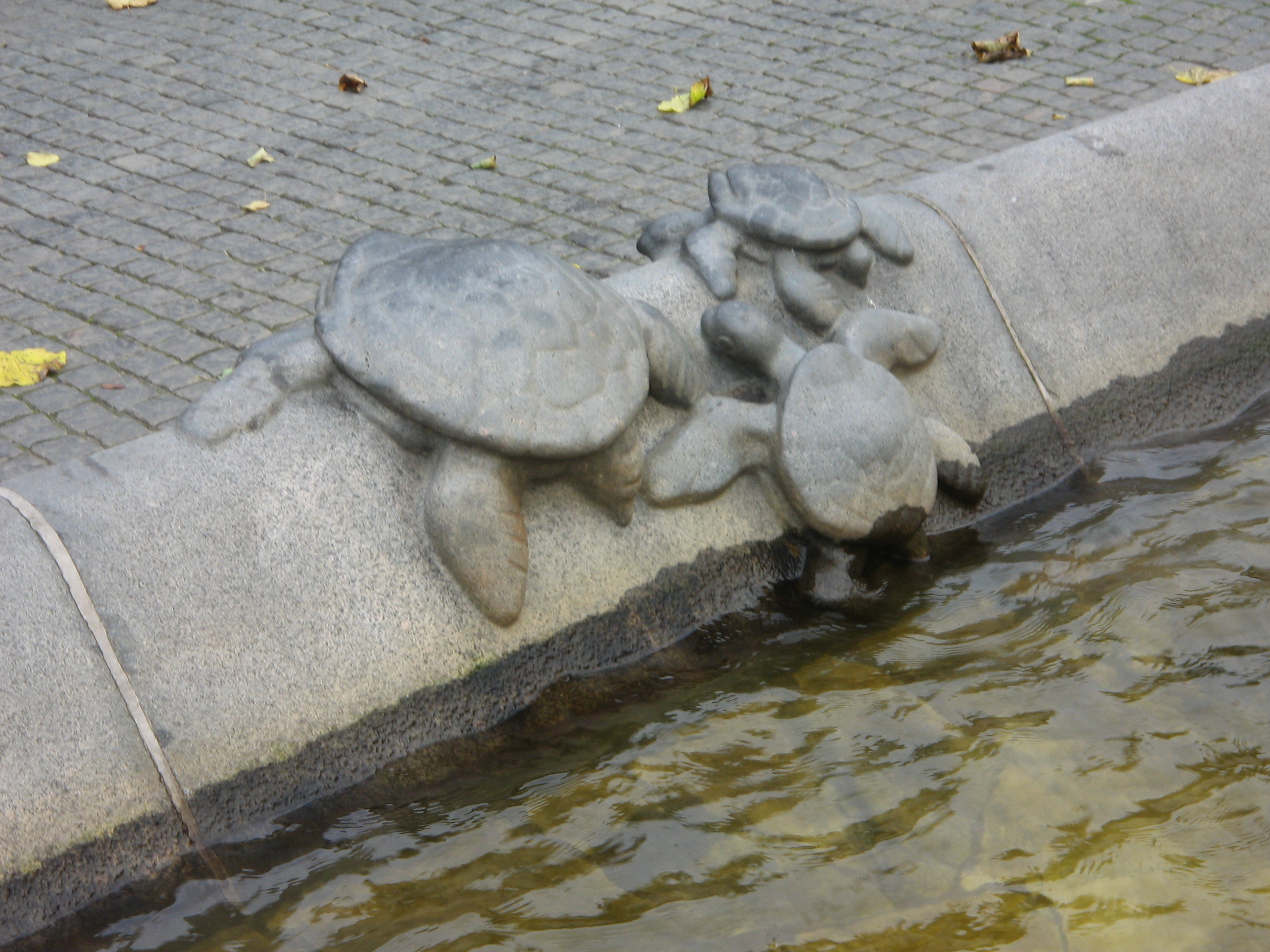
Sköldpaddor